# Victoria (Seychelles)
Victoria, a veces llamado Puerto Victoria o Mahé, es la capital de Seychelles, situada en el sector noreste de la isla Mahé. Su población era de 26.450 habitantes en 2010, representando cerca de un tercio de la población total de la nación.
Al principio, fue establecida como sede del Gobierno Colonial de Reino Unido. Sus coordenadas son: 4°37′ S, 55°27′ E (-4.61667, 55.45).
Las principales exportaciones de Victoria son vainilla, cocos, aceite de coco, caparazón de tortuga, jabón y guano.
Las atracciones de la ciudad incluyen la torre del reloj llamada Little Ben,  la sede de la Corte, el Jardín Botánico Nacional,  el Museo Nacional de Historia de Victoria, el Museo de Historia Natural de Victoria, y el Mercado Sir Selwyn Selwyn-Clarke. Posee también el estadio Nacional  nacional, un Instituto de Tecnología, mientras que el puerto se sitúa en el este de la ciudad, donde la pesca de atún, y el enlatado son una gran industria local.
El Aeropuerto Internacional de Seychelles, en las inmediaciones de la ciudad, fue completado en 1971.
Un importante puente en Victoria fue destruido en el terremoto del océano Índico de 2004.

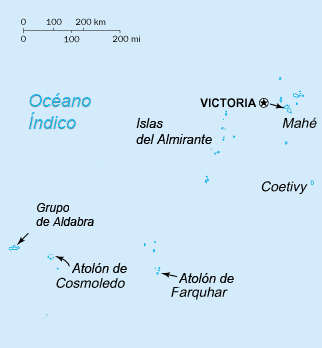
Mapa de las Seychelles.

## Historia
Hace dos siglos y medio, la isla de Mahé estaba todavía deshabitada.
Vasco da Gama y su Armada de las Indias portuguesas fueron los primeros europeos en llegar a las Seychelles el 15 de marzo de 1503. Los barcos de da Gama pasaron cerca de una isla elevada, probablemente la isla Silhouette, y al día siguiente la isla Desroches. Identificaron un grupo de siete islas y las bautizaron como Las Siete Hermanas.
En 1744, el navegante francés Lazare Picault regresó a la isla de Abondance, que se convertiría en Mahé, y ancló su barco Elisabeth en una bahía grande, tranquila y segura a la que llamó Port-Royal. La fragata francesa Le Cerf llegó a Port-Royal el 1 de noviembre de 1756 durante la guerra de los Siete Años. A bordo iba el jefe de la expedición francesa Corneille Nicholas Morphey, que tomó la isla colocando una piedra de posesión en Mahé. Es el monumento más antiguo de las Seychelles y actualmente puede verse en el Museo Nacional de Historia.
El lugar mantuvo este nombre hasta 1778, cuando pasó a llamarse "Établissement du Roy". La ciudad se llamó así hasta 1841, cuando los británicos la rebautizaron como Victoria, en honor a la Reina Victoria.
La isla de Mahé era en gran parte una plantación propiedad de la familia Frichot. En 1977, France-Albert René dio un golpe de Estado y obligó a todos los Frichot a salir de Seychelles o a encarcelarlos. Algunos, como Robert Frichot, fueron retenidos en las cárceles de René durante varios meses en 1978 y se les ordenó abandonar Seychelles por su propia seguridad al ser liberados.

## Economía
La ciudad es el centro político, económico y administrativo de Seychelles.
El turismo constituye un sector importante de la economía de la isla. Las principales exportaciones de Victoria son la vainilla, los cocos, el aceite de coco, el pescado y el guano.

## Educación
El campus  Mont Fleuri de la Universidad de Seychelles está en Victoria. La Universidad de Seychelles (UniSey) empezó a impartir clases a sus primeros alumnos en 2009. La universidad cuenta con dos campus, Anse Royale y Mont Fleuri. Este último alberga el Centro de Excelencia en Tecnologías de la Información y la Comunicación de la India y Seychelles (India-Seychelles Centre of Excellence for ICT). La Universidad de Seychelles  ha creado tres institutos de investigación que colaboran estrechamente con las facultades para promover las actividades de investigación y establecer vínculos con organizaciones de intereses similares.  A través de la investigación, la universidad pretende proporcionar al gobierno datos que le ayuden a tomar decisiones informadas que beneficien al país.

## Cultura

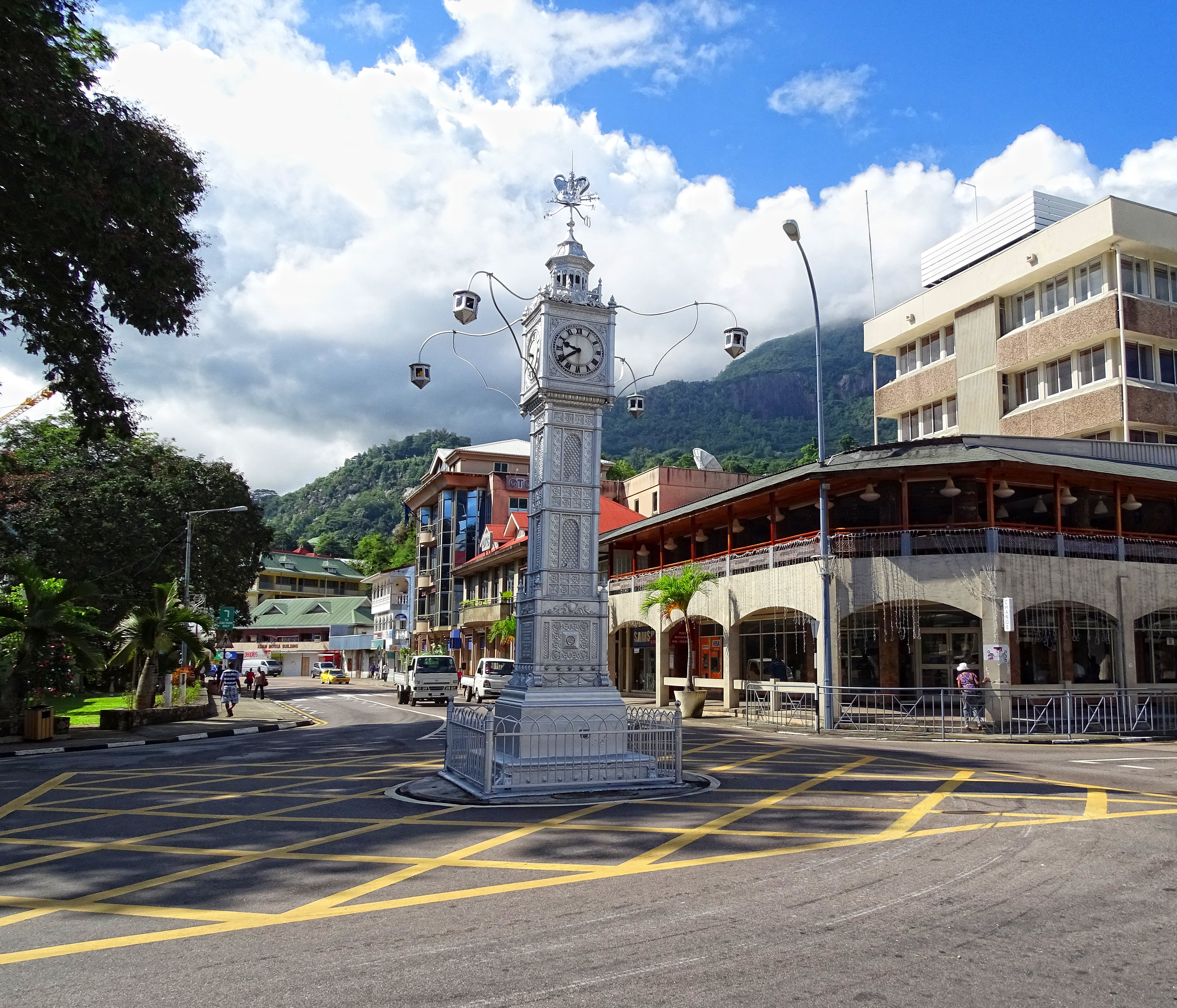
Torre del reloj de Victoria. Inspirada en el Little Ben y el Big Ben de Londres.

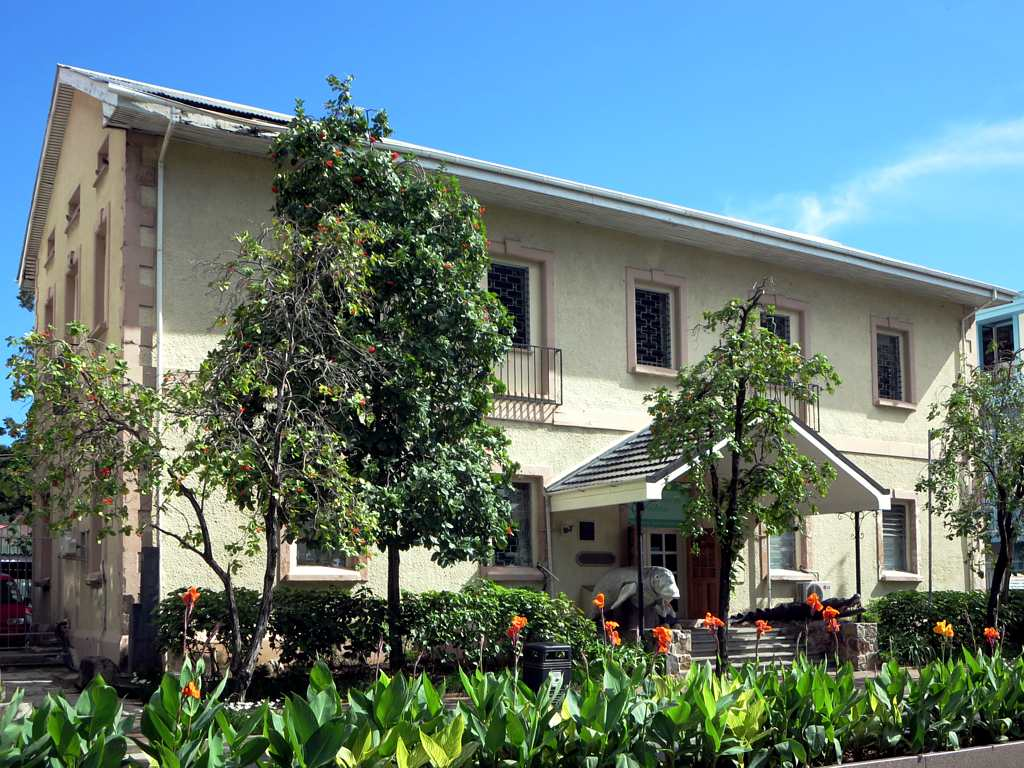
Museo De Historia Natural de Seychelles.

Entre las atracciones de la ciudad se encuentran una torre del reloj que sigue el modelo del Little Ben de Londres, el palacio de justicia, el Jardín Botánico Nacional, el Museo Nacional de Historia, el Museo de Historia Natural y el mercado Sir Selwyn Selwyn-Clarke.
La torre del reloj fue erigida en 1903 para celebrar el nuevo estatus de colonia de la Corona británica, ya que Seychelles acababa de ser liberada de la supervisión de Mauricio. Un siglo después, sigue siendo el epicentro de la capital. Punto de intersección de la Avenue de l'Indépendant y la Rue Albert, tiene como anécdota que tiene los únicos semáforos de toda la isla.
El Museo de Historia Natural de Seychelles es el museo de historia natural de Seychelles.
El museo está situado cerca de la oficina principal de correos de la capital de Seychelles, la ciudad de Victoria de la Isla de Mahé. Alberga secciones de botánica, zoología, geología y antropología.
El mercado Victoria y los mercados de pescado y frutas de colores vivos es un punto de interés local para los seychellenses.

### Jardín Botánico Nacional
El National Botanical Garden (Jardín Botánico Nacional)  muestra la biodiversidad de las islas. Este jardín cuenta con más de 280 especies vegetales, tanto endémicas como ornamentales. Entre las especies animales que alberga están las tortugas gigantes (Aldabrachelys gigantea hololissa). Establecido en 1901, este jardín sirve tanto como área de conservación de especies endémicas como centro educativo para visitantes interesados en la flora de Seychelles.
El Jardín  botánico alberga una colección de especies de palmeras endémicas. Estas incluyen el Coco de Mer (Lodoicea maldivica), famoso por producir la semilla más grande del reino vegetal, y la palma zancuda de Seychelles (Verschaffeltia splendida). Seychelles alberga también una variedad diversa de orquídeas, y muchas de estas especies se pueden encontrar en el National Botanical Garden de Victoria. También alberga plantas carnívoras locales como la Nepenthes perrieri. 

## Lugares de culto

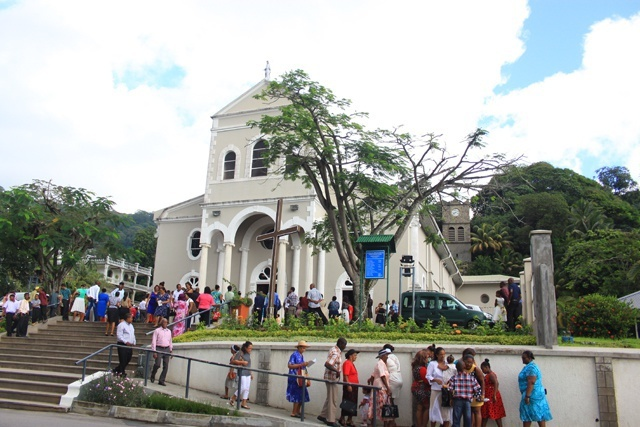
Catedral de la Inmaculada Concepción

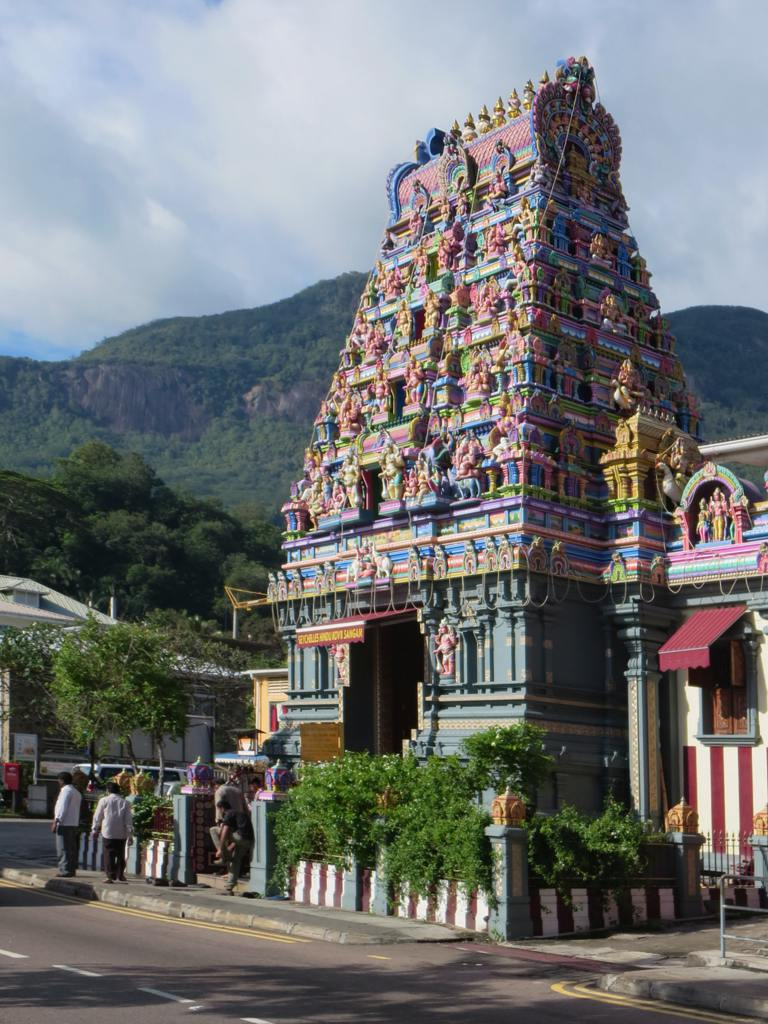
Templo Arulmigu Navasakti Vinayagar.

Hay dos catedrales en Victoria, la Catedral de la Inmaculada Concepción (católica) y la Catedral de San Pablo (anglicana). También hay iglesias baptistas y pentecostales, mezquitas y templos hindúes (como el Templo Arulmigu Navasakti Vinayagar).

## Deportes
El Stade Linité, el estadio nacional, se encuentra en Victoria. Se utiliza sobre todo para los partidos de fútbol.

## Transporte

### Transporte aéreo

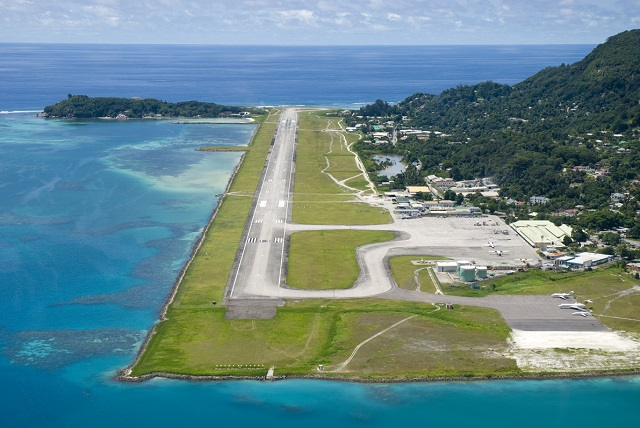
Aeropuerto Internacional de Seychelles.

Victoria está servida por el Aeropuerto Internacional de Seychelles, terminado en 1971.

### Transporte marítimo

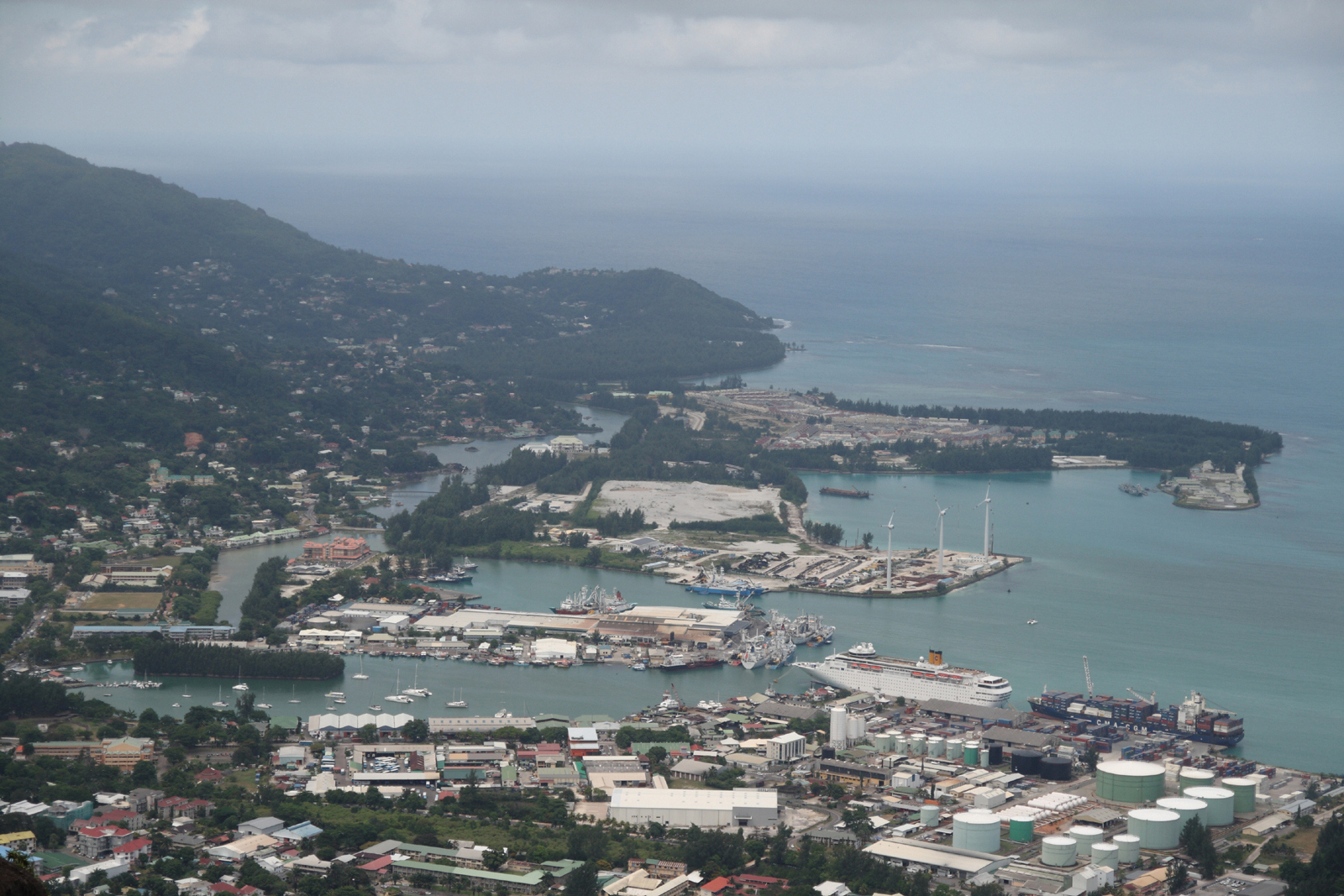
Vista aérea de la ciudad y su puerto.

El puerto interior se encuentra inmediatamente al este de la ciudad, donde la pesca y el enlatado de atún es una industria importante. Uno de los mayores puentes de Victoria fue destruido por las olas del tsunami del terremoto del Océano Índico de 2004.

## Distritos
Victoria comprende ocho de los 25 distritos de Seychelles:
- Bel Air
- La Riviere Anglaise, el distrito central
- Les Mamelles
- Mont Fleuri
- Mont Buxton
- Plaisance
- Roche Caiman
- Saint Louis

## Entorno natural
Victoria tiene en sus cercanías una serie de entornos naturales relevantes. 

### Morne Seychellois National Park
El terreno dentro de este parque nacional se caracteriza por un terreno escarpado cubierto de densos bosques secundarios y matorrales arbustivos, salpicado de acantilados y grandes rocas de granito. Está incluido en la "Mahé highlands and surrounding areas Important Bird Area". Esta IBA, designada por BirdLife International, sustenta poblaciones de cernícalos de Seychelles (Falco araeus), palomas azules de Seychelles (Alectroenas pulcherrimus), autillo de Seychelles (Otus insularis), salanganas de Seychelles (Aerodramus elaphrus), bulbuls de pico gordo de Seychelles (Hypsipetes crassirostris), anteojitos de Seychelles (Zosterops modestus) y suimangas de Seychelles (Cinnyris dussumieri).
Las especies vegetales endémicas incluyen las muy raras Medusagyne oppositifolia y Vateriopsis seychellarum, las más comunes Dillenia ferruginea y Northia hornei, así como Phoenicophorium borsigianum, Nephrosperma vanhoutteanum, Erythroxylum sechellarum, Nepenthes pervillei y Secamone schimperianus.

### Monte Seychellois
En el interior del Morne Seychellois National Park se encuentra el pico más alto de la isla, el Monte Seychellois, de 906 m de altura.

### Parque nacional marino de Sainte Anne
El parque nacional marino de Sainte Anne consiste en 6 pequeñas islas a aproximadamente 5 km de Victoria.
Este parque marino fue creado en 1973 para la preservación de la vida silvestre, siendo el primero de su tipo en el océano Índico. La pesca y el esquí acuático están prohibidos dentro del área del parque marino. En 2005, su uso como islas de picnic para la población local resultó demasiado costoso, por lo que se aprobó su apertura a hoteles y complejos turísticos. 
Hoy en día, estas islas son conocidas como uno de los principales destinos turísticos del Océano Índico para practicar buceo, excursiones en barco con fondo de cristal y snorkel entre los arrecifes de coral. El colorido mundo submarino atrae a turistas de todo el mundo que admiran los magníficos jardines de coral, los tiburones de arrecife y los coloridos peces tropicales. La isla principal, Ste Anne, es un complejo turístico de 87 villas, mientras que Cerf Island y Round Island cuentan con restaurantes de estilo criollo. También cuenta con una de las mayores áreas de praderas marinas de las Seychelles.

### Otras islas cercanas
La isla Concepción (Conception Island) es una pequeña isla (0,603 km²) a 2 km al oeste de Mahé. Al isla Concepción albergaba una plantación de cocoteros hasta mediados de la década de 1970; hoy está deshabitada. La isla Concepción, junto con su isla hermana, la isla Thérèse, forma parte del distrito de Port Glaud de Mahé, la isla principal de Seychelles.
La isla Thérèse (Thérèse island) es una pequeña isla frente a la costa occidental de Mahé. Cuenta con playas de arena blanca de 700 m de largo y numerosos cocoteros. Tiene dos picos rocosos que semejan una escalera gigante; el más alto, el Pico Thérèse, alcanza los 164 metros (538 pies) sobre el nivel del mar. Un arrecife protege la costa sur de la isla.
La isla Anonyme (Anonyme Island, isla anónima, sin nombre) es una pequeña isla granítica (0,1 km²) en las Seychelles, situada a 700 m de la costa este de Mahé, cerca de la pista del Aeropuerto Internacional de Seychelles.